# 勇者ネプテューヌ 世界よ宇宙よ刮目せよ!! アルティメットRPG宣言!!
『勇者ネプテューヌ 世界よ宇宙よ刮目せよ!! アルティメットRPG宣言!!』（ゆうしゃネプテューヌ せかいようちゅうよかつもくせよ アルティメットアールピージーせんげん、英：Super Neptunia RPG）は、カナダのArtisan Studiosが開発し、コンパイルハートより2018年12月20日にPlayStation 4版が、2019年6月21日にMicrosoft Windows版が、アイディアファクトリーより2019年7月25日にNintendo Switch版が発売されたゲームソフト。
架空のゲームハードとゲームメーカーを萌え擬人化したコンパイルハートのRPG「ネプテューヌシリーズ」のひとつ。

## ストーリー
ここは守護女神を失ったゲイムギョウ界。ここでは「シルクワァム」が世界を支配しており、2Dゲーム以外の存在を認めず、3Dゲームを作ろうとする者達を次々と捕え弾圧していた。
そんな中、記憶をなくしている少女がある一匹のモンスターを倒した事がきっかけで、「自分は世界を救う勇者にして、主人公ネプテューヌである」と言い世界を救う旅に出た

## システム
概要
従来作品同様、ダンジョンでシンボルエンカウントするタイプの内容であるが、システムが大幅に異なっている。
2Dフィールド
フィールドは左右移動とジャンプによって踏破を行う。一部奥行きがある場合がある。R2でダッシュができ、空中で使うと高度を落とさず横に移動できる。
フィールドには足場が多数存在しており、ジャンプで飛び乗ることができる。ビジュアルに紛れて一見すると足場に見えない場合もある。
ダンジョンマップはタッチスクリーンを押すことで確認することができるが、各ダンジョンにはマップに表示されない隠しエリアが存在している。
イベントが進むと、足場となって上に乗るとジャンプ力がアップする仲間モンスター「プリンヌ」を召喚したり二段ジャンプできるようになり、より到達可能な場所が増える。
スキル＆アビリティ
本作では、戦闘技「スキル」やパッシブ能力「アビリティ」は装備品に付属している。装備ごとに含まれる能力は異なる。
各能力は装備中のみ使用可能であるが、装備して戦闘をこなしてイクイップポイントを稼ぐことで装備を外しても使用可能となる。強力な効果ほど必要なポイントが多い。
キャラによって装備可能なアイテムに違いがある他、スキルやアビリティに対しても適性があり、同じものを装備しても使用できる能力に差異がある。
スキルは後述するフォーメーションに、アビリティはアビリティポイントによって使用できる範囲に制限がある。
戦闘
パーティメンバーは主に５人であるが、戦闘に参加できるのは最大4人までとなっている。
戦闘中はL1,R1でフォーメーションを切り替えることができ、各キャラの配置に合致する○・△・×・□ボタンを押すことでアクションを実行する。タッチパネルではステータス、OPTIONボタンではアイテム画面を開くことができる。
行動を実行するには、時間経過で増加する共有の行動ポイントであるAPを消費する必要がある。敵も同様で、APがたまらないと攻撃はしてこない。APの消費量はアクションによって異なる。
APはアクション中でも上昇する。最上級攻撃魔法ともなるとかなり長い演出となっており、使用したAPの8割が回収できたりする（AP回復量を上げていると10割以上もありうる）。一方、アクション中はフォーメーションの変更はできないが、ボタン入力は受け付けているため、変更されないからと言って連打すると無駄にフォーメーションチェンジが行われることになってしまう。
フォーメーションごとに実行できるスキルに差があるため、パーティが全員揃わない間は戦法に制限が出やすい。
戦闘中にスキルの変更はできず、序盤から特定の属性を吸収する敵も出てくるため、様々な状況に対処できるように設定する必要があり、システムを理解して有効に生かすか否かで難易度が大幅に変わる。
戦闘中はいつでもL2ボタンで早送りすることができ、APがたまるのを待つ手間を削減できる。ただし、敵の攻撃も高速で行われるため、戦況を見極めずに使うのは危険。
フォーメーション
各キャラには担当するフォーメーションが決まっており、担当フォーメーション時は左側に位置する。
フォーメーションは設定できるスキルの他にも能力の補正に差があり、各能力や特定の属性耐性に補正が入るようになる。補正値は戦闘で獲得できるフォーメーションポイントでレベルアップすることで上昇していく。
覚醒（仮）
ストーリーが進むと、覚醒によってパワーアップすることができる（別の名称があるが、現段階では仮に覚醒とする）。使用するにはR2ボタン＋覚醒させたいキャラに対応するボタン。
覚醒にはダメージを受けるごとに上昇するゲージが必要。このゲージは戦闘後にも継続される。
ブレイクアタック
画面右下にはブレイクゲージというものがあり、攻撃をヒットさせることで上昇していく。威力は関係しないため、ヒット数の多い技を使うと溜めやすい。ゲージは戦闘終了でリセットされる。
ゲージは4分割されており、たまった分だけ必殺技「ブレイクアタック」を放つことができる。
使用するにはL3ボタン＋使用させたいキャラのボタン。ゲージさえあればブレイクアタック発動の受付は事前入力可能であり、ゲージがフルであれば途切れることなく4人で技を放つことができる。
シリーズにしては珍しく、覚醒前後で技がごっそり別物となる（クロムだけは固定）。また、全て本作初登場の技となっている。

## 登場人物

### 主要人物
ネプテューヌ、ノワール、ブラン、ベールは名前以外の記憶を失っているという設定。
ネプテューヌ
声 - 田中理恵
勇者を自称するテンションの高い少女。いつの間にかとある空き家で眠っていたところで目を覚まし、記憶がないことに気付く。
当初は記憶がないことを心配したシルクワァムの構成員に紹介されてシルクワァムに協力するも、様々な状況に巻き込まれるうちに敵対する状態になる。
ストライクフォーメーション担当。STR(物理攻撃力)が高く、ほとんどの装備でSTRの方が多く上昇する。氷属性も担当するが、序盤では使い道が少ない。
ノワール
声 - 今井麻美
同じく記憶を失っていたブランと行動している少女。ストレスがたまると夜にある行動をとり、知らず知らずのうちにストレスを解消させている。
序盤でイストワールの辞書を探して図書館に潜入した際、分散していたところをシルクワァムに捕縛されてしばし前線を離脱する。
マジックフォーメーション担当。基本的にINT(魔法攻撃力)が高いが、装備によっては物理攻撃力が高くなる。闇・火属性を得意とし、それ以外にも様々な属性を扱える。また、最強技が数少ない全体攻撃魔法。
ブラン
声 - 阿澄佳奈
ノワールと行動を共にしていた少女。本好きで、本を傷つけるものを許さない。元々「エターナルフォースブリザード」などの技名を考えるなどしていた中二病キャラが従来より明確で、アイエフの難解なメモも読み解ける。もちろん意味のない詠唱もする。
メンバーでも一番ネプテューヌと長く行動する。シルクワァムが意にそぐわない本を燃やしていると知り、個人的に強い怒りを漲らせている。ベールの巨乳アピールにも怒ることもあるが、近年に比べるとそれほど沸点は低くない。
ヒールフォーメーション担当。回復スキルを得意とする一方、INTも高いのでノワールで弱点を突けない相手がいた場合は彼女に任せるのがいい。光属性も得意。
ベール
声 - 佐藤利奈
リーンボックスで単独で動いている少女。レジスタンスと繋がりがある。のんびりマイペースで、ブランが「絶許（ぜつゆる。絶対許さないの略）」という度に「絶許（ぜっきょ）ですわー」と口にしたりする。
当初はやること（積みゲー処理）があると言ってレジスタンスへの紹介だけするという話だったが、結局はそのまま行動を共にするようになる。
サポートフォーメーション担当。攻撃能力は全員に劣るものの、全員全回復＋強化や自動でAP回復量アップなど強力なサポート能力を持つ。風属性担当。
イストワール
本作では本の姿であり、喋る事ができない。喋ろうとしても表紙に絵文字なのか何なのかよく分からない文字が表示されるだけで、ほとんど意味を把握できない。

### 守護女神
本作ではシルクワァムの総帥フィリンに敗れた後消息不明となっており、ネプテューヌ達の女神化後の姿なのかは不明。
なお、本作は初代及びRe;bieth1に近い世界観で「マジェコンヌが存在しなかった可能性」であるため、マジェコンヌの暗躍が原因である守護女神戦争は起こらなかった様子。
パープルハート
声 - 田中理恵
現在は海底に沈み滅亡したプラネテューヌの元守護女神。
ブラックハート
声 - 今井麻美
ラステイションの守護女神。
ホワイトハート
声 - 阿澄佳奈
ルウィーの守護女神。
グリーンハート
声 - 佐藤利奈
リーンボックスの守護女神。
先代女神
かつて存在したという先代の女神。それぞれ色を名前に持つ女神たちの先代らしく名前に「色」を意味とする言葉を持つ。

### シルクワァム
本作のゲイムギョウ界を支配している組織で、2Dゲーム以外の存在を一切認めず、3Dゲームや最新技術を投入した開発者達は問答無用で逮捕され、精神が壊されるまで奴隷生活を送るという。名前の元ネタは懐古厨。
フィリン
声 - たかはし智秋
シルクワァムの総帥。見た目はネプテューヌより幼い少女だが、クロム曰く「お前たち四人では絶対に勝てない」と言われるほどの力を持つ。
精神面は外見相当だが、それゆえか興味のない人の命を軽視しがち。終盤のイベントでは、反逆者をブロックに変えて平然とそれを破壊するなどをやってのけた。
クロムを気に入っており、彼女を捕まえようとしている。
その正体は、先代女神の補佐をしていた女神で、他の守護女神とは異なり常時女神化状態。
鳶八クケイ（とびはち くけい）
声 - 日笠陽子
シルクワァム三銃士の一人にして、フィリンの側近。妙に芝居がかった喋りをする。音フェチらしい。笛の音で精神に働きかけることができる。
名前を組み替えると「8ビット矩形」となる。8ビット矩形波はファミコン音源波形の1つ。
神村まい（かみむら まい）
声 - 平流エレン
シルクワァム三銃士の一人にして、シルクワァムに逆らった者達を捕まえ、拷問する試練場の支配者。自分が楽しければいい快楽主義者。ネプテューヌをいたぶりがいのある相手とみなし、付け回す。物事の難易度を「ハードモード」などゲームのように表現する。
名前を組み替えると「魔界村」になる。なぜチョイスされたかは不明であるが、FC時代から続いており、本作に近い移動システムで、3D化されてないシリーズではある。
出田すらら（いずだ すらら）
声 - 金田朋子
背中にロボット「カルメラマン」を背負っているシルクワァム三銃士の一人。「およよ～」など間の抜けた言動が多いものの、意外と鋭い面もある。
名前を組み替えると「ラスタライズ」になる。ラスタライズとは、FC時代の画像変換のこと。

### その他
クロム
声 - たかはし智秋
ネプテューヌにイストワールを託した謎の女性。ネプテューヌたちのことを知っているようだが、詳しく語ることはない。落ち着いた性格だが、ナスのことになると目を輝かせる。
CV担当やナス好きなことから宿敵・マジェコンヌを髣髴とさせるが、敵対するそぶりは見せない。デンゲキコのインタビュー記事によると、そもそもマジェコンヌのこと自体を知らない。一方、その姿はRe;birth1に登場した改心したマジェコンヌに酷似しており、その写真を見せた時は本人もよく分からない動揺を見せている。
ミックスフォーメーション担当。タロットカードを使う。ベール同様サポート寄りの能力だが、物理攻撃を得意とする他、こちらはこちらで固有のサポート能力を持つ。ヒット数が多いので、ブレイクゲージ稼ぎに便利。また、最終的なブレイクアタックの攻撃力が他のキャラの数倍強く、戦力面では非常に頼りになる。
OVA『超次元ゲイム ネプテューヌ 陽だまりの茄花（リトルパープル）』では、自身の策で自爆し四女神と共に若返ってしまったマジェコンヌの姿として流用されている。
アイエフ
声 - 植田佳奈
本作では今までのシリーズと異なり、ネプテューヌの事を「ねぷ子」とは呼ばず、フルネームで呼ぶ。
DLCを購入する事でパーティに加わる。ローグフォーメーション担当。
コンパ
声 - さかいかな
アイエフと一緒に暮らしている。
DLCを購入する事でパーティに加わる。メディカルフォーメーション担当。
アルティザン
声 - 明坂聡美
シルクワァムに抵抗しているレジスタンスのリーダー。名前の元ネタは本作の開発元であるArtisan Studios。
DLCを購入する事でパーティに加わる。ディバインフォーメーション担当。
プルプル
何かを探し求めているドラゴンの子供。

## 主題歌
オープニングテーマ「Dia vo Lhizer」
作詞 - 高井ウララ / 作曲 - 菅紗佑里 / 編曲 - 水島康貴 / 歌 - 佐々木恵梨
エンディングテーマ「Never ending true stories」
作詞 - 藍川藍 / 作曲・編曲 - 野村勇輔 / 歌 - 亜咲花